# 거짓말쟁이의 역설
철학과 논리학에서 거짓말쟁이의 역설(liar paradox)는 “이 말은 거짓이다”라는 말이다. 예를 들어 다음과 같은 자기모순적인 말들이 있다.
- 나는 지금 거짓말을 하고 있다.
- 이 문장은 거짓이다.

이 말들은 자기모순적인데, 그 이유는 정확히 참 또는 거짓으로 증명할 수 없기 때문이다. '이 문장은 거짓이다'의 경우를 생각해 보자. 만약 이 문장이 참이라면, 문장 내용에 의해 이 문장은 거짓이어야 한다. 반대로 이 문장이 거짓이라면, 역시 문장 내용에 의해 이 문장은 반드시 참이 되어야 한다.

## 역사

### 에피메니데스와 에우불리데스
철학자이자 시인인 에피메니데스(Epimenides)는 기원전 6세기에 다음과 같은 글을 썼다. 참고로 에피메니데스 자신도 크레타 섬 사람이다.
모든 크레타 섬 사람들은 거짓말쟁이이다.
에피메니데스의 역설을 종종 거짓말쟁이의 역설과 같은 용어로 여기거나, 서로 혼동해서 쓰기도 하지만, 이 둘은 같은 용어가 아니다. 에피메니데스가 의도적으로 거짓말쟁이의 역설을 노리고 글을 썼을 가능성은 매우 희박하며, 이것이 모순된다는 것도 아마도 후세에서야 발견되었을 것이다. 게다가 이 문장은 문장이 거짓일 경우에는 역설이 되지 않는다. 왜냐하면 크레타 섬 사람들 중 진실을 말한 사람이 한 명이라도 있다면, 이 문장은 거짓이 될 수 있기 때문이다.
현재 알려진 거짓말쟁이의 역설 중 가장 오래된 것은 기원전 4세기에 살았던 고대 그리스의 철학자 에우불리데스(Eubulides)의 역설이다. 에우불리데스가 에피메니데스의 글을 알고 있었을 가능성은 매우 희박하다. 에우불리데스는 다음과 같이 말하였다.
한 남자가 자기는 거짓말을 하고 있다고 말한다. 그가 말한 것은 참인가? 아니면 거짓인가?

### 러셀
버트런드 러셀은 거짓말쟁이의 역설을 집합 이론의 관점에서 체계적으로 정리하였다. 그는 러셀의 역설로 알려진 이 역설을 1901년에 발견하였다. 이 역설은 자신을 원소로 가지지 않는 모든 집합을 원소로 포함하는 집합에 자기 자신도 원소로 포함되는지 여부를 고려할 때 발생한다. 만약 이 집합에 자신을 원소로 포함한다면, 집합정의에 따라 자신은 원소가 되지 않아야 한다. 반대로 만약 자신을 원소로 포함하지 않는다면, 역시 집합의 정의에 따라 자신도 원소가 되어야 한다.

### 타르스키
알프레트 타르스키는 스스로를 다시 참조하지 않는 문장들도 조합할 경우 스스로를 다시 참조하면서 역설적이 될 수 있다는 점에 대해 논하였다. 이러한 조합의 한 예는 다음과 같다.
1. 2번 문장은 참이다.
2. 1번 문장은 거짓이다.

그는 이러한 '거짓말쟁이의 순환(liar cycle)' 문제를 하나의 문장이 다른 문장의 참/거짓을 참조할 때, 의미상 더 높도록 하여 해결하였다. 참조되는 문장은 '대상 언어(object language)'의 일부가 되며, 참조하는 문장은 목표 언어에 대한 '메타 언어(meta-language)'의 한 일부로 간주된다. 의미 계층(semantic hierarchy)의 더 높은 '언어들(languages)'에 있는 문장들은 '언어(language)' 계층에 있는 낮은 순위의 문장들을 참고해야 하며, 순서를 거꾸로 바꾸는 것은 허용되지 않는다. 이것은 시스템이 자기 참조가 되는 것을 막는다.

## 같이 보기
- 러셀의 역설
- 비모순율

## 참고
1. ↑  디도서 1장 12절에도 나온다.